# Kenneth Peacock
Kenneth Peacock (ur. 19 lutego 1902 w Walsall, zm. 6 września 1968 w Cheltenham) – brytyjski kierowca wyścigowy.

## Kariera
W wyścigach samochodowych Peacock startował głównie w wyścigach samochodów sportowych. W latach 1929-1934 Brytyjczyk pojawiał się w stawce 24-godzinnego wyścigu Le Mans. W pierwszym sezonie startów odniósł zwycięstwo w klasie 1.5, a w klasyfikacji generalnej uplasował się na ósmej pozycji. Rok później powtórzył ten sukces z szóstym miejscem w końcowej klasyfikacji wyścigu. W sezonie 1931 ponownie stanął na podium klasy 1.5, lecz tym razem na jego najniższym stopniu. Po zwycięstwo sięgnął ponownie w 1933 roku, kiedy to był najlepszy w klasie 1.1, a w klasyfikacji generalnej uplasował się na czwartej pozycji. Rok później stanął na drugim stopniu podium w klasie 1.1.